# UFO Đức Quốc xã

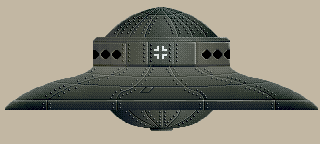
Hình vẽ nghệ thuật của chiếc đĩa bay Đức kiểu Haunebu, tương tự như hình ảnh UFO được chụp bởi George Adamski, Reinhold Schmidt, Howard Menger, và Stephen Darbishire.

Trong UFO, thuyết âm mưu, khoa học viễn tưởng và các cuốn truyện tranh, tuyên bố hoặc câu chuyện đã lưu hành đều liên kết UFO với Đức Quốc xã. Giả thuyết UFO của Đức mô tả các nỗ lực thành công nhằm phát triển loại máy bay hoặc tàu vũ trụ tiên tiến trước và trong Thế chiến II, và khẳng định thêm sự tồn tại sau chiến tranh của những chiếc tàu này nằm trong các căn cứ ngầm bí mật ở Nam Cực, Nam Mỹ hoặc Hoa Kỳ cùng với người sáng tạo ra chúng. Theo những lý thuyết và các câu chuyện hư cấu này, nhiều mật danh tiềm năng khác nhau hoặc các phân loại phụ của các loại tàu UFO của Không quân Đức như Rundflugzeug, Feuerball, Diskus, Haunebu, Hauneburg-Gerät, V7, Vril, Kugelblitz (không liên quan đến pháo phòng không tự hành có cùng tên gọi), Andromeda-Gerät, Flugkreisel, Kugelwaffe, và Reichsflugscheibe đều được nêu lên trong nguồn tài liệu tham khảo.
Nguồn tài liệu này xuất hiện vào đầu năm 1950, có thể được lấy cảm hứng từ sự phát triển các động cơ chuyên dụng của Đức trong lịch sử như "Repulsine" của Viktor Schauberger vào khoảng thời gian Thế chiến II. Các yếu tố của những tuyên bố này đã được kết hợp chặt chẽ với nhiều tác phẩm hư cấu khác nhau và các phương tiện truyền thông phi viễn tưởng, bao gồm các trò chơi điện tử và phim tài liệu, thường được trộn lẫn với các thông tin minh chứng hơn.
Nền văn học UFO của Đức rất phù hợp với lịch sử được kiểm chứng dựa trên các điểm sau đây:
- Đức Quốc xã tuyên bố lãnh thổ của Tân Swabia nằm ở Nam Cực, đã gửi một đoàn thám hiểm đặt chân tới đó vào năm 1938, và các kế hoạch khác.[2]
- Đức Quốc xã đã tiến hành nghiên cứu về công nghệ đẩy tối tân, bao gồm tên lửa, nghiên cứu động cơ của Viktor Schauberger, máy bay dạng cánh không đuôi và máy bay cánh tròn thí nghiệm Arthur Sack A.S.6.
- Một số vụ chứng kiến UFO trong Thế chiến II, đặc biệt những thứ được gọi là foo fighter, từng được phe Đồng Minh tưởng nhầm là máy bay nguyên mẫu của địch được thiết kế để quấy rối các máy bay Đồng Minh thông qua sự gián đoạn điện từ; một công nghệ tương tự như vũ khí xung điện từ (EMP) ngày nay.

## Những tuyên bố ban đầu
Trong Thế chiến II, cái gọi là "foo fighter", một loạt các hiện tượng trên không có vẻ bất thường và dị thường, đều được các nhân viên cả phe Đồng Minh và phe Trục chứng kiến. Trong lúc một số báo cáo về foo fighter bị loại bỏ vì những nhận thức sai lầm của quân đội trong tình huống chiến đấu, số khác lại được coi trọng, và các nhà khoa học hàng đầu như Luis Alvarez đã bắt đầu điều tra về hiện tượng này. Qua một số ít trường hợp, các chỉ huy và tình báo của Đồng Minh đều nghi ngờ rằng foo fighter được báo cáo tại chiến trường châu Âu đại diện cho máy bay hoặc vũ khí tiên tiến của Đức, đặc biệt là người Đức đã phát triển những đổi mới về mặt công nghệ như tên lửa V-1 và V-2 và loại máy bay phản lực đầu tiên trên thế giới Me-262, và rằng một số ít foo fighter dường như đã gây ra thiệt hại cho máy bay Đồng Minh.
Những cảm giác tương tự về công nghệ của Đức nổi lên vào năm 1947 với đợt báo cáo đĩa bay đầu tiên sau vụ chạm trán cự ly gần được trình báo khắp nơi của Kenneth Arnold cho thấy có gần 9 vật thể hình lưỡi liềm di chuyển với vận tốc cao. Nhân viên của Dự án Sign, nhóm điều tra UFO đầu tiên của Không lực Hoa Kỳ, lưu ý rằng mẫu thiết kế hàng không của cánh bay tiên tiến của anh em Horten người Đức tương tự như một số báo cáo về UFO. Năm 1959, Đại úy Không quân Edward J. Ruppelt, người đứng đầu Dự án Blue Book (cuộc điều tra nối tiếp Dự án Sign) đã viết:
Khi Thế chiến II kết thúc, người Đức có một số loại máy bay và tên lửa tự hành cơ bản đang được phát triển. Đa số đang ở giai đoạn sơ bộ nhất, nhưng đó là những chiếc tàu duy nhất được biết đến mà thậm chí có thể tiếp cận hoạt động của các vật thể được báo cáo bởi các nhà quan sát UFO.

Trong lúc những suy đoán và báo cáo đầu tiên này chủ yếu giới hạn cho các nhân viên quân sự, nhưng sự khẳng định sớm nhất của các đĩa bay Đức trên các phương tiện thông tin đại chúng dường như là một bài viết xuất hiện trên tờ báo của Ý Il Giornale d'Italia vào đầu năm 1950. Viết bởi Giáo sư Giuseppe Belluzzo, một nhà khoa học người Ý và là cựu Bộ trưởng Kinh tế quốc dân thuộc chế độ Mussolini, từng tuyên bố rằng "các loại đĩa bay đã được thiết kế và nghiên cứu ở Đức và Ý từ năm 1942". Belluzzo cũng bày tỏ ý kiến rằng "một số cường quốc đang khởi động những đĩa bay này để nghiên cứu về chúng".
UFO hình chuông là một trong những vật thể bay đầu tiên được cho là có sự gắn kết với Đức Quốc xã. Có vẻ như nó mang sắc màu huyền bí và cũng có lời đồn đại rằng trông nó rất giống với một tài liệu của Wehrmacht về một loại máy bay cất cánh thẳng đứng. Nó liên quan trực tiếp đến vụ tai nạn khả nghi của một vật thể hình chuông xảy ra ở Kecksburg, Pennsylvania, Mỹ vào ngày 9 tháng 12 năm 1965. Cùng tháng đó, kỹ sư người Đức tên là Rudolf Schriever đã nhận lời phỏng vấn từ tạp chí tin tức Đức Der Spiegel với lời tuyên bố rằng ông đã thiết kế một chiếc máy bay được vận hành qua một mặt phẳng tròn với cánh tuốc bin có đường kính 49 ft (15 m). Ông nói rằng dự án do chính ông và đội của ông phát triển tại các công xưởng Prague của hãng BMW cho đến tháng 4 năm 1945, khi ông phải tháo chạy khỏi Tiệp Khắc. Các mẫu thiết kế về chiếc đĩa bay và mô hình đã bị đánh cắp từ xưởng của ông ở Bremerhaven-Lehe vào năm 1948 và ông tin rằng các đặc vụ Séc đã chế tạo mẫu phi thuyền này cho "một thế lực ngoại bang". Trong một cuộc phỏng vấn riêng với Der Spiegel vào tháng 10 năm 1952, ông nói rằng kế hoạch này đã bị đánh cắp từ một nông trại mà ông đang ẩn náu ở gần Regen vào ngày 14 tháng 5 năm 1945. Có hai sự khác biệt giữa hai cuộc phỏng vấn làm tăng thêm sự nhầm lẫn. Tuy nhiên, nhiều người hoài nghi nghi ngờ rằng một chiếc UFO hình chuông có thực sự từng được thiết kế hay chế tạo chưa.
Vào năm 1953, khi Avro Canada thông báo đang phát triển VZ-9-AV Avrocar, một loại máy bay phản lực hình tròn với tốc độ ước tính 1.500 mph (2.400 km/h), kỹ sư người Đức Georg Klein cho biết thiết kế như vậy đã được phát triển trong suốt thời kỳ Đức Quốc xã. Klein đã xác định diện mạo hai loại đĩa bay của Đức:
- Một cái đĩa không quay do chính kỹ sư tên lửa V-2 Richard Miethe phát triển ở Breslau, đã bị Liên Xô lấy được, còn Miethe thì vượt biên qua Pháp để trốn sang Mỹ và sau cùng vào làm việc cho hãng Avro.
- Một cái đĩa được Rudolf Schriever và Klaus Habermohl phát triển tại Prague, trong đó bao gồm một vòng cánh tuốc bin xoay quanh một buồng lái cố định. Klein tuyên bố rằng ông đã chứng kiến chuyến bay có người lái lần đầu tiên này vào ngày 14 tháng 2 năm 1945, khi nó đã treo lên đến 12.400 m (40.700 ft) trong 3 phút và đạt tốc độ 2.200 km/h (1.400 mph) bay ngang bằng.

Kỹ sư hàng không Roy Fedden nhận xét rằng chỉ có duy nhất con tàu có thể tiếp cận các khả năng được cho là đĩa bay chính là những chiếc được thiết kế bởi người Đức vào cuối cuộc chiến tranh. Fedden (cũng là người đứng đầu cơ quan kỹ thuật trong Bộ Sản xuất Máy bay Đức) cho biết năm 1945: 
Tôi đã thấy đủ các kiểu thiết kế và kế hoạch sản xuất của họ để nhận ra rằng nếu họ (người Đức) đã có thể kéo dài thời gian chiến tranh thêm một vài tháng nữa, hẳn là chúng tôi sẽ đối mặt với một loạt sự phát triển hoàn toàn mới mẻ và chết chóc trong chiến tranh trên không.

Fedden cũng nói thêm rằng người Đức đang làm việc cho một số dự án hàng không bất thường, mặc dù ông không giải thích chi tiết về tuyên bố của mình.

## Những tuyên bố sau này

### The Morning of the Magicians
Le Matin des Magiciens ("The Morning of the Magicians"), một quyển sách năm 1960 của Louis Pauwels và Jacques Bergier, đã đưa ra nhiều tuyên bố ngoạn mục về Hội Vril ở Berlin. Vài năm sau, các nhà văn, bao gồm Jan van Helsing, Norbert-Jürgen Ratthofer, và Vladimir Terziski, đều bắt tay vào tác phẩm của họ nhằm kết nối Hội Vril với UFO. Trong số các tuyên bố này, họ ngụ ý rằng hội này có thể đã liên lạc với một chủng tộc ngoài hành tinh và tự mình tạo ra tàu vũ trụ để tiếp cận người ngoài hành tinh. Trong quá trình hợp tác với Hội Thule và Đảng Quốc xã, Hội Vril đã phát triển một loạt nguyên mẫu đĩa bay. Với sự thất bại của Đức Quốc xã, tổ chức này được cho là đã rút về một căn cứ ở Nam Cực và biến mất vào Trái Đất rỗng để gặp gỡ các nhà lãnh đạo của một chủng tộc tiên tiến sống dưới lòng đất.

### Trò đùa tiếp thị của Ernst Zündel
Khi một người Đức phủ nhận thảm họa diệt chủng Do Thái tên là Ernst Zündel bắt đầu sáng lập nhà xuất bản Samisdat Publishers vào những năm 1970, lúc đầu ông chỉ nhằm mục đích phục vụ cho cộng đồng UFO, và sau đó lên tới đỉnh cao được sự chấp nhận của công chúng. Những cuốn sách của ông cho rằng số đĩa bay này chính là loại vũ khí bí mật của Đức Quốc xã được phóng từ một căn cứ ngầm ở Nam Cực, từ đó Đức Quốc xã đã hy vọng chinh phục Trái Đất và có thể là các hành tinh khác trong vũ trụ. Zündel cũng rao bán (với giá 9999 USD) cái ghế trong một nhóm thăm dò để xác định lối vào địa cực dẫn đến Trái Đất rỗng. Một số người phỏng vấn Zündel tuyên bố rằng bản thân ông đã thừa nhận đó chỉ là một trò lừa đảo có chủ ý nhằm quảng bá cho Samisdat, dù ông vẫn bảo vệ nó vào cuối năm 2002.

### Sách của Miguel Serrano
Năm 1978, Miguel Serrano, một nhà ngoại giao Chile và là người có thiện cảm với Đức Quốc xã đã cho xuất bản El Cordón Dorado: Hitlerismo Esotérico [The Golden Thread: Esoteric Hitlerism] (bằng tiếng Tây Ban Nha), với lời tuyên bố rằng Adolf Hitler chính là hiện thân (Avatar) của thần Vishnu và, vào lúc đó, đang giao tiếp với các vị thần Hyperborea trong một căn cứ ngầm vùng Nam Cực ở Tân Swabia. Serrano đã tiên đoán rằng Hitler sẽ dẫn đầu một phi đội UFO xuất phát từ căn cứ này để thành lập Đế chế Thứ tư. Trong văn hoá đại chúng, phi đội UFO đầy khả nghi này được gọi là những chiếc đĩa bay của Đức Quốc xã từ Nam Cực.

### Richard Chase
Theo một cuộc phỏng vấn năm 1979 của đặc vụ FBI Robert Ressler, kẻ giết người hàng loạt Richard Chase đang bị giam giữ tin rằng, chính UFO của Đức Quốc xã đã đẩy anh ta vào vụ giết người này nếu không mạng sống của anh ta sẽ bị đe dọa. Chase tiếp tục tuyên bố rằng các quan chức nhà tù liên minh với Đức Quốc xã định đầu độc thức ăn của anh và anh ta yêu cầu Ressler cung cấp cho mình một khẩu súng radar, và nhờ đó anh ta có thể tóm bằng được kẻ thù của mình. Vào ngày 26 tháng 12 năm 1980, Chase được tìm thấy chết trong buồng giam. Khám nghiệm tử thi cho thấy anh ta đã tự tử bằng cách uống quá liều thuốc chống suy nhược được kê toa mà anh ta đã tích trữ trong vài tuần.

## Ảnh hưởng văn hóa
- Năm 1947, Robert A. Heinlein đã xuất bản cuốn Rocket Ship Galileo, một tiểu thuyết khoa học viễn tưởng có sự xuất hiện của một căn cứ Đức trên Mặt Trăng.
- Iron Sky (2012): một bộ phim hài đen tối khoa học viễn tưởng về Đức Quốc xã, đã rời Trái Đất khỏi căn cứ ẩn của họ ở Nam Cực và thành lập một pháo đài bí mật ở vùng tối của Mặt Trăng. Sau thất bại của Đức vào năm 1945, Đức Quốc xã đã thề sẽ trở lại Trái Đất "trong hòa bình" và cuối cùng họ quay trở lại vào năm 2018, nhưng với một lực lượng xâm lược hùng hậu gồm các đĩa bay để rồi sau cùng đánh bại quân Đồng Minh và khôi phục Đức Quốc xã. Trong suốt quá trình diễn ra cuộc xâm lược, họ kết thúc cuộc chiến với Tổng thống Hoa Kỳ (người trong bộ phim giống với Sarah Palin) và vô tình gây ra cuộc chiến tranh hạt nhân toàn cầu khi mọi quốc gia trong không gian trên Trái Đất đều đòi cho bằng được nguồn tài nguyên dồi dào Helium-3 của Đức Quốc xã trên Mặt Trăng.
- Iron Sky: Invasion (2012): một trò chơi điện tử mô phỏng chiến đấu không gian và là phần mở rộng của bộ phim năm 2012, với các bản sao tương tác và có thể bay được của rất nhiều nguyên mẫu và các mô hình được cho là tàu vũ trụ UFO của Đức Quốc xã.
- Iron Sky: The Coming Race là bộ phim hành động khoa học viễn tưởng hài sắp ra mắt của Phần Lan-Đức do Timo Vuorensola làm đạo diễn, phần tiếp theo Iron Sky đầu tiên của Vuorensola. Bộ phim hiện đang được gọi vốn cộng đồng qua Indiegogo và nhắm tới phát hành vào năm 2018.[22] Một nguồn cảm hứng chính của nội dung này (và bộ phim) dường như là Hội Vril.
- Cuốn tiểu thuyết Nostradamus Ate My Hamster của Robert Rankin có mặt Hitler và một nhóm Đức Quốc xã thoát khỏi những ngày cuối của cuộc chiến tranh đi đến tương lai trong một cỗ máy thời gian; họ cố gắng tiếp quản Trái Đất một cách khôn khéo thông qua sự thao túng truyền thông cho đến khi cỗ máy thời gian của họ được sử dụng để chống lại họ.
- Cuốn tiểu thuyết El Verbo Kaifman của Francisco Ortega ra mắt năm 2014, mô tả một chiếc UFO Haunebu của Đức Quốc xã được tìm thấy bởi nhân vật chính, Paul Kaifman. Con tàu này được mô tả như một bản sao của Vimana và sau được Paul sử dụng để du hành thời gian.
- Chương trình Ancient Aliens của kênh History Channel có mấy tập kể về UFO của Đức Quốc xã và thuyết âm mưu UFO Đức Quốc xã.
- Trong tựa game Wolfenstein II: The New Colossus UFO được chế độ Đức Quốc xã sử dụng như một hình thức du hành vũ trụ, và quân kháng chiến tỏ ra thành công khi ăn cắp một trong số chiếc UFO khi họ gửi Blazkowicz đến Sao Kim.